# Išimbajskij rajon
L'Išimbajskij rajon (in russo Ишимбайски район?) è un municipal'nyj rajon della Repubblica della Baschiria, nella Russia europea.